# Williams (Australië)
Williams is een plaats in de regio Wheatbelt in West-Australië.

## Geschiedenis
Ten tijde van de Europese kolonisatie leefden de Wiilman Nyungah in de streek. Kapitein Thomas Bannister was de eerste Europeaan die de streek aandeed. Hij verkende in 1831 een route van Perth naar Albany.
Reeds in de jaren 1830 vestigden zich kolonisten in de streek. In de jaren 1850 arriveerden Britse gevangenen in West-Australië. Ze legden de weg tussen Kelmscott en Albany aan en bouwden een brug over de rivier de Williams. Er werd een herberg bij de brug gebouwd. In 1869 werd een politiekantoor op de zuidelijke oever gebouwd. In 1871 ging de herberg in andere handen over en werd gerenoveerd en uitgebreid. Het was een populaire stopplaats voor reizigers tussen Perth en Albany.
In 1894 vroegen mensen die zich in de streek wilden vestigen aan de overheid of die geen grond van de plaatselijke landeigenaren kon kopen om er een dorp te stichten. De overheid kocht 140 are van E. Hamersley, liet kavels opmeten en stichtte Williams in 1897. Het dorp werd naar de rivier vernoemd. In 1898 werd er een gemeenschapszaal, de 'Agricultural Hall' gebouwd.
In 1905 werd een beslissing over de ligging van de spoorweg tussen Narrogin en Darkan genomen. Een jaar later werd net ten zuiden van Williams een nieuw dorp, Marjidin, gesticht. Het spoorwegstation van Williams lag in dat dorp. Na klachten van de inwoners van Williams werd Marjidin bij Williams gevoegd. Volgens een andere bron werd de dorpslocatie rond die periode, vanwege veelvuldige overstromingen, van de zuidelijke naar de noordelijke oever verhuisd.

## Beschrijving
Williams is het administratieve en dienstencentrum van het lokale bestuursgebied (LGA) Shire of Williams, een landbouwdistrict.
Williams heeft een 'Community Resource Centre' (CRC), een bibliotheek, een basisschool, een gezondheidscentrum, een zwembad en verscheidene andere sportfaciliteiten. In 2021 telde Williams 996 inwoners, tegenover 606 in 2006.

## Toerisme
Het toerismekantoor is in de Williams Woolshed gehuisvest. Men kan er informatie krijgen over onder meer onderstaande bezienswaardigheden:
- de Williams Heritage Trail, een 35 kilometer lange toeristische autoroute vanuit of naar Quindanning met een kilometer lange wandeling langs het erfgoed in de hoofdstraat van Williams
- Williams Nature Reserve, een natuurreservaat met een parking, picknickplaats, uitkijkpunt en informatie over de plaatselijke fauna en flora
- de Cycleway, een wandel- en fietspad langs de rivier de Williams
- Dryandra Woodland, een 220 km² groot bos 25 kilometer ten noorden van Williams
- Jesse Martin Museum, het private streekmuseum van landbouwer Jesse Martin

## Transport
Williams ligt langs de Albany Highway, 161 kilometer ten zuidzuidoosten van de West-Australische hoofdstad Perth, 31 kilometer ten westzuidwesten van Narrogin en 42 kilometer ten noorden van Darkan.
De GE1 en GS1-busdiensten van Transwa doen Williams aan.